# Stade de Najaf
Le  Stade de Najaf (en arabe : ملعب النجف الدولي) est un stade de football moderne situé dans la ville de Nadjaf en Irak, et dont les clubs résidents sont Al-Najaf FC et Naft Al-Wasat SC.
Le stade, disposant d'une capacité de 30 000 places, a été inauguré le 5 mai 2018,. Le coût global des travaux s'est élevé à un montant de 83,75 millions de dollars, intégralement financés par le gouvernement irakien.

## Architecture
Le concept architectural réalisé par la firme 360 Architecture, siégeant à Kansas City, a été retenu par le Ministère irakien de la Jeunesse et des Sports,. Le design initial prévoyait d'inclure une piste d'athlétisme, mais il a été convenu de la retirer en vue de réaliser un stade spécifique au football pour rapprocher les tribunes de la pelouse afin que le spectacle soit plus accessible aux spectateurs.
Le complexe sportif comprend également deux stades supplémentaires de 400 et 2000 spectateurs respectivement, servant principalement aux entraînements. Les mosaïques et les ornements religieux de la façade externe s'inspirent des motifs du somptueux mausolée de l'imam Ali, située à 10 km du stade.

## Prix Versailles 2019
Le stade de Najaf a été nommé parmi cinq autres finalistes pour le Prix Versailles 2019 de la meilleure infrastructure sportive mondiale (architecture et aménagement). Le jury a examiné toute une série de critères, notamment l'innovation, la créativité, l'attention portée à l'aménagement paysager, la valorisation du patrimoine local, naturel et culturel, ainsi que l'efficacité environnementale,.